# Velká Lhota
Velká Lhota – gmina w Czechach, w powiecie Vsetín, w kraju zlińskim. Według danych z dnia 1 stycznia 2012 liczyła 500 mieszkańców.
Dzieli się na dwie części:
- Velká Lhota
- Malá Lhota

W 1783 w miejscowości postawiono drewniany kościół dzięki wydanemu wcześniej patentowi tolerancyjnemu. W latach 1875–1895 miejscowym proboszczem był Jan Karafiát.